# Ted Arison
Ted Arison (em hebraico:  תד אריסון; 24 de fevereiro de 1924 - 1º de outubro de 1999) foi um empresário israelense que co-fundou a Norwegian Cruise Lines em 1966 com Knut Kloster e logo saiu para formar a Carnival Cruise Lines em 1972.

## Vida pregressa
Arison nasceu Theodore Arisohn em 24 de fevereiro de 1924 em Tel Aviv (no então Mandato Britânico da Palestina) filho de Meir, um rico empresário, e Vera Arisohn. Ele era um sabra de terceira geração de ascendência romena e estudou comércio e economia na Universidade Americana de Beirute. Durante a Segunda Guerra Mundial, ele se alistou na Brigada Judaica do Exército Britânico e lutou na Itália. Após a partida britânica, ele serviu como oficial das Forças de Defesa de Israel durante a Guerra Árabe-Israelense de 1948, alcançando o posto de tenente-coronel. De 1946 a 1951, ele gerenciou a M. Dizengoff & Co., uma empresa de navegação.

## Carreira
Frustrado com a falta de oportunidades de negócios, Arison encerrou seus negócios e se mudou para os Estados Unidos depois de 1952. Ele levou sua família para Nova York em 1954 e mudou-se para Miami, na Flórida, em 1966, onde co-fundou a Norwegian Cruise Lines em 1966 com Knut Kloster. Em 1971 a parceria se desfez em más condições e Arison formou a Carnival Cruise Lines em 1972, com a ajuda de Meshulam Riklis, no qual faria sua fortuna.
Em 1981, ele estabeleceu a Fundação Nacional para o Avanço nas Artes com sede em Miami. Ele trouxe o basquete profissional para o sul da Flórida com a formação do Miami Heat em 1988, e estabeleceu a Fundação Arison, uma instituição filantrópica, em Israel e nos Estados Unidos.
Em 1986, o vizinho do condomínio de Arison, Conde de SG Elkaim (vice-presidente da EF Hutton & Company, Inc.), aconselhou-o a abrir o capital antes de uma grande correção iminente no mercado de ações. Seguindo seu conselho e orientação, a Carnival Cruise Lines foi lançada na Bolsa de Valores Americana em julho de 1987, um mês antes do topo do mercado de ações e do infame crash de outubro de 1987. (Hutton foi um dos quatro subscritores.)
Nenhuma competição conseguiu arrecadar dinheiro, o que deu vantagem ao Carnival. Em fevereiro de 1989, Arison concedeu a Elkaim, no mais estrito sigilo, a venda exclusiva da empresa por US$ 30 por ação. A recuperação do mercado de ações do choque emocional do crash de 1987 não foi capaz de absorver essa transação. Consequentemente, ter o Carnival no mercado de ações e o rali que se seguiu até 1999 catapultou Arison para se tornar uma das pessoas mais ricas do mundo.

## Regresso a Israel
Em um esforço para evitar o imposto de propriedade nos Estados Unidos, em 1990, Arison renunciou à sua cidadania e residência nos EUA e retornou a Israel, onde fundou a Arison Investments. Em 1997, a Arison Investments liderou um consórcio que comprou o controle acionário do Banco Hapoalim por mais de US$ 1 bilhão, a maior privatização da história de Israel.

## Família
Arison casou-se com Mina Wasserman (1927-2012), que imigrou para Israel da Romênia, em 1948, e tiveram dois filhos: um filho Micky (nascido em 1949) e uma filha Shari (nascida em 1957). O casal se divorciou depois de se mudar para a Flórida em 1966. Em 1967 ele se casou com Marilyn "Lin" Hersh e mais tarde adotou seu filho Michael (nascido em 1961).

## Morte
Arison morreu em Tel Aviv em 1º de outubro de 1999. Micky Arison foi CEO da Carnival Corporation & plc até agosto de 2013 e atualmente é presidente da empresa. Shari Arison é a mulher mais rica de Israel e é proprietária da Arison Investments, que compreende várias empresas comerciais, a maior delas, o Bank Hapoalim, e várias organizações filantrópicas que são subsidiárias da The Ted Arison Family Foundation.
No momento de sua morte, Arison falhou por aproximadamente nove meses em cumprir o requisito de estar fora do território dos Estados Unidos por 10 anos para que os benefícios fiscais de sua renúncia à cidadania americana fossem realizados.